# 3 novembre 1966
Le jeudi 3 novembre 1966 est le 307e jour de l'année 1966.

## Naissances
- Caroline Beil, actrice allemande
- Kristin Neff, psychologue américaine
- Michael Morhaime, homme d'affaires américain
- Ola Jonsson, joueur de tennis suédois
- Patricia A. Hajdu, personnalité politique canadienne
- Simon Burrows, historien anglais

## Décès
- Denise Prêcheur (née le 12 février 1917), actrice française
- Eric Spear (né le 18 avril 1908), compositeur britannique
- Michel Parès (né le 2 août 1887), personnalité politique française
- Werner Schulze (né le 15 janvier 1895), général allemand

## Événements
- Sortie de l'épisode Les Voleurs d'esprit de Star Trek